# Quốc lập Vườn quốc gia Vùng núi Trung Kyūshū
Quốc lập Vườn quốc gia Vùng núi Trung Kyūshū (九州中央山地国定公園 Kyūshū Chūō Sanchi Kokutei Kōen) là một Khu bảo tồn được coi như Vườn quốc gia ở tỉnh Kumamoto và Miyazaki, Nhật Bản. Nó được thành lập ngày 15 tháng 5 năm 1982 và có diện tích 271 km2 (105 dặm vuông Anh).